# Alden (Iowa)
Pour les articles homonymes, voir Alden.
Alden est une ville du comté de Hardin, en Iowa, aux États-Unis. Fondée en 1855, elle porte le nom de son fondateur, Henry Alden.

## Source de la traduction
- (en) Cet article est partiellement ou en totalité issu de l’article de Wikipédia en anglais intitulé « Alden, Iowa » (voir la liste des auteurs).